# ヨーロッパの端の一覧

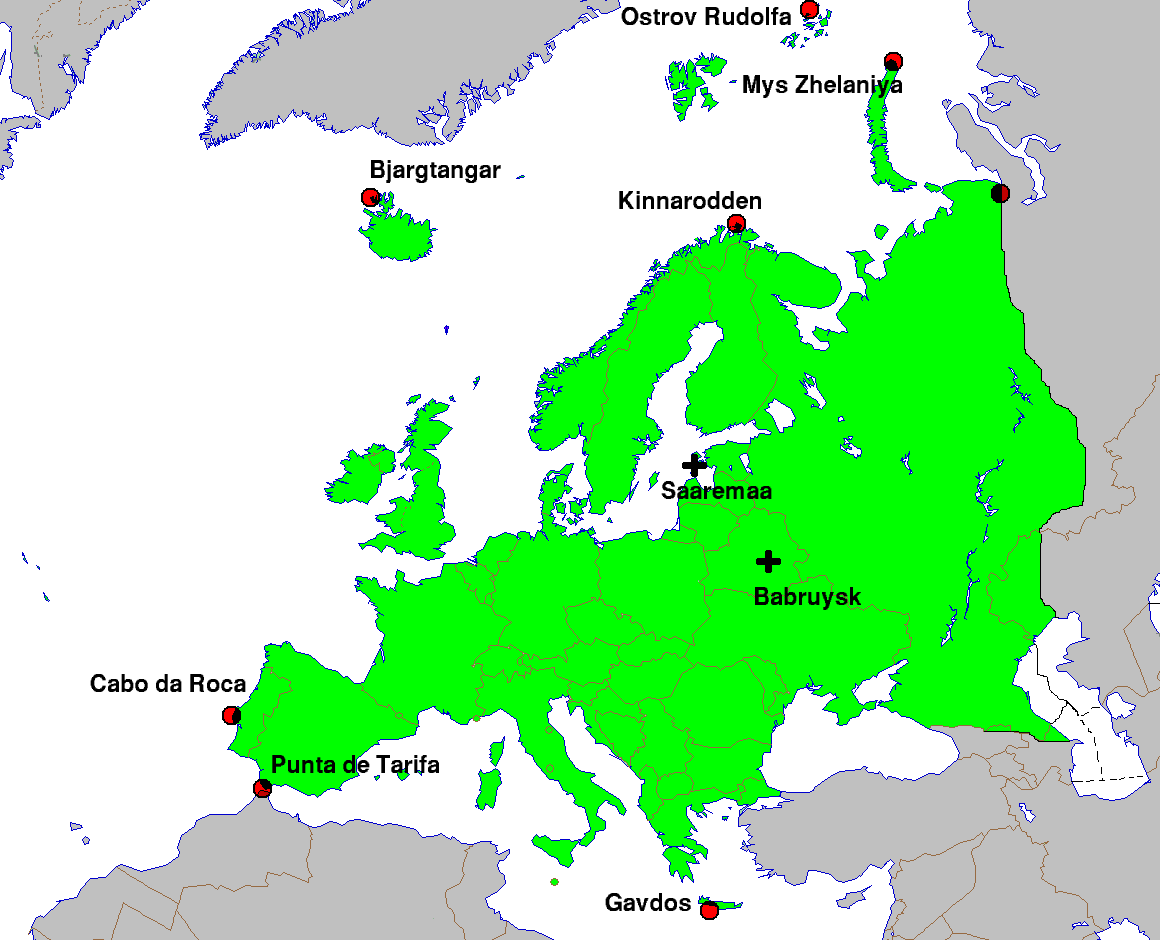
ヨーロッパの端（アゾレス諸島を除く）

ヨーロッパの端の一覧（ヨーロッパのはしのいちらん）は、ヨーロッパの端、すなわち、ヨーロッパにおける最北端・最南端・最西端・最東端、および標高の最高所・最低所を示したものである。
ヨーロッパの範囲には複数説があり、それに伴いヨーロッパの端にも複数説がある。

## 全土（島を含む）
最北端
ロス島（ ノルウェー、北緯80度49分）
フランツ・ヨーゼフ諸島をヨーロッパに含める場合は、ルドルフ島のフリゲリ岬（北緯81度52分）
最南端
ガヴドス島（ ギリシャ、北緯34度50分）
アクロティリ（キプロス島にあるイギリスの海外領土、北緯34度35分）
セルヴァージェン・ペケーナ島（ ポルトガル・マデイラ諸島、北緯32度24分）
エル・イエロ島（ スペイン・カナリア諸島、北緯27度38分）
最西端
フローレス島（ ポルトガル・アゾレス諸島、西経31度16分）
アゾレス諸島をヨーロッパに含めない場合、ビヤルクタンガール（ アイスランド、西経24度32分）
ユーラシア大陸に近接する島に限定した場合、Tearaght島（ アイルランド、西経10度40分）
最東端
セヴェルヌィ島フリッシングスキー岬（ ロシア・ノヴァヤゼムリャ列島、東経69度02分）

## 本土のみ
最北端
ノールキン岬（ ノルウェー、北緯71度08分02秒）
最南端
タリファ岬（ スペイン、北緯36度00分15秒）
最西端
ロカ岬（ ポルトガル、西経9度30分03秒）
最東端
ウラル山脈の標高545メートルの無名の山（ ロシア、北緯68度18分37秒、東経66度37分05秒）

## 標高
最高地点
エルブルス山（ ロシア・カフカス山脈、5642メートル）
カフカス山脈をアジアとする場合、モンブラン（アルプス山脈、4810.9メートル）
最低地点
カスピ海の岸（マイナス28メートル）

### 交通機関で到達できる最高点
ケーブルカーとリフト
クライン・マッターホルン（ スイス、3883メートル）
鉄道（行き止まり）
ユングフラウヨッホ駅（ スイス・ユングフラウ鉄道、3454メートル）
鉄道（通過）
ベルニナ峠（ スイス・レーティッシュ鉄道ベルニナ線、2253メートル）
道路（行き止まり）
ベレータ山（ スペイン、3398メートル）
道路（通過）
イズラン峠（ フランス、2770メートル）